# MrSID
El formato MrSID (pronunciado Mister SID) es un estándar abierto de compresión de imágenes raster desarrollado inicialmente por Los Alamos National Laboratory, un centro público de I+D de los EE. UU., y patentando y desarrollado comercializado en la actualidad por la empresa LizardTech. Su acrónimo proviene de Multi-resolution Seamless Image Database y permite mostrar archivos digitales de gran tamaño con un tiempo de carga mínimo gracias a la tecnología de ondículas. El ratio de compresión es aproximadamente 22:1, dependiendo del contenido de la imagen y de la profundidad de color.
La característica predominante del formato es el teselado que logra una alta compresión de imágenes digitales con la pérdida mínima de detalle. El teselado da la capacidad de descomprimirse solamente aquella porción de imagen solicitada por el usuario, extrayendo y entregando únicamente los bitplanes necesarios para construir la vista requerida.
Es un formato ráster ampliamente utilizado entre los profesionales de los Sistemas de Información Geográfica al permitir el manejo de imágenes masivas extremadamente grandes (imágenes de satélite, ortofotos, etc.) y permitir una rápida visualización sin apenas redundar en su calidad.
Los formatos de archivos ráster de compresión de ondículas, como JPEG 2000, ECW y MrSID, suelen tener pirámides de imágenes internas para mejorar su rendimiento y acelerar su visualización.